# 布雅魯

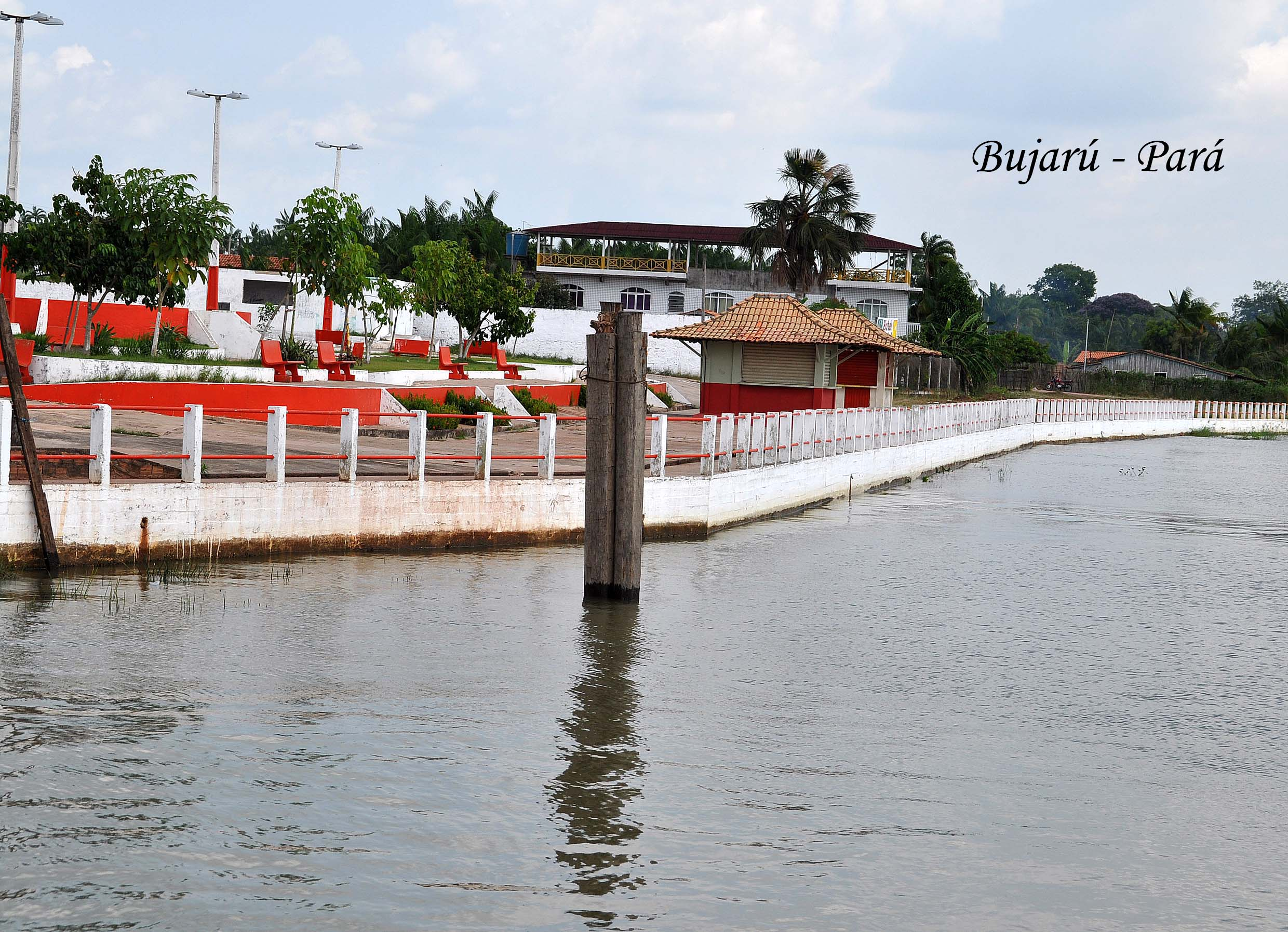
布雅魯

布雅魯（葡萄牙語：Bujaru），是巴西的城鎮，位於該國北部，由帕拉州負責管轄，始建於1943年12月30日，面積1,005平方公里，海拔高度10米，2010年人口25,700，人口密度每平方公里25.57人。